# 무차무두

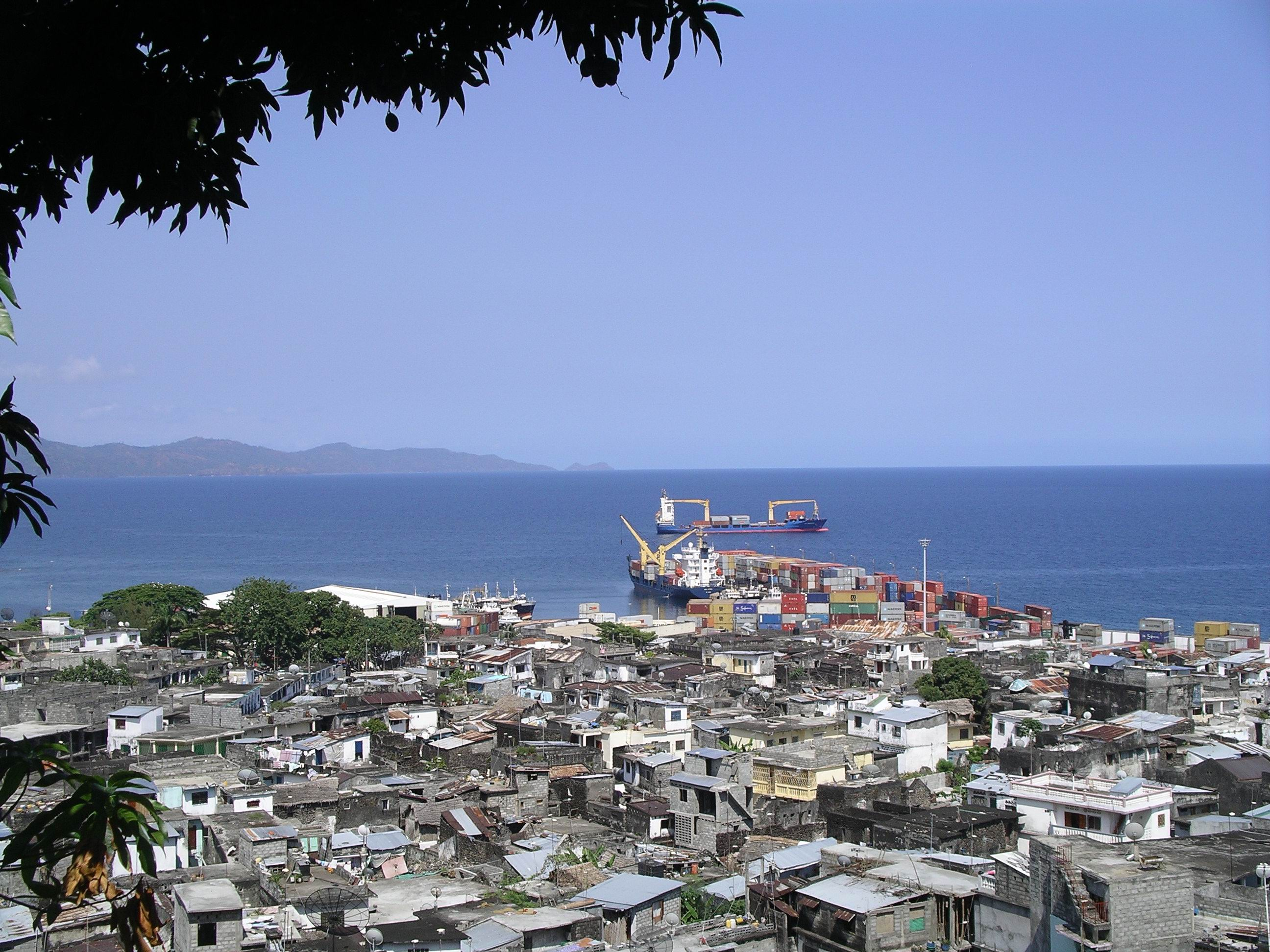
무차무두

무차무두(Mutsamudu)는 코모로 앙주앙섬에 위치한 도시로, 코모로에서 두 번째로 큰 도시이며 앙주앙섬의 행정 중심지이다. 인구는 23,600명이다.